# 前1650年代
| 千纪： | 前2千纪 |
| 世纪： | 前18世纪 \| 前17世纪 \| 前16世纪                                                                                     |
| 年代： | 前1680年代 \| 前1670年代 \| 前1660年代 \| 前1650年代 \| 前1640年代 \| 前1630年代 \| 前1620年代                       |
| 年份： | 前1659年 \| 前1658年 \| 前1657年 \| 前1656年 \| 前1655年 \| 前1654年 \| 前1653年 \| 前1652年 \| 前1651年 \| 前1650年 |

## 事件与趋势
- 希腊人开始在迈锡尼地区生活
- 古埃及中王国时期结束（另说为前1674年）
- 古埃及第十七王朝开始.
- 瑞士蘇黎世湖建成第一座木橋
- 弗兰格尔岛的真猛犸象灭绝
- 莱因德数学纸草书著成[1]